# Nikolosa Bursa
Nikolosa Bursa (* in Koper, Slowenien; † 24. April 1512 in Venedig) war Benediktinerin und Äbtissin des Klosters auf dem venezianischen San Servolo.
Der Überlieferung zufolge soll Mutter Nikolosa den anderen Schwestern ihren Todestag vorhergesagt haben. Bei einer Umbettung vierzehn Jahre nach ihrem Tod wurde festgestellt, dass ihr Leichnam unverwest war. Die Ganzkörperreliquie ist seit 1820 Teil der Reliquiensammlung von Vodnjan in der Kirche von Vodnjan in Istrien und gehört zu den Mumien von Vodnjan. Diese gelangten dorthin, als sie von Venedig ausgelagert wurden. Mutter Nikolosa werden 50 Heilungen zugesprochen.